# San Rafael (Estado de México)
San Rafael se ubica a escasos 50 km de la Ciudad de México, pertenece al municipio de Tlalmanalco. San Rafael es un valle rodeado de montañas grandes, los árboles adornan su entorno y dieron las condiciones propicias para que una comunidad se pudiera desarrollar y encontrar un lugar dentro de la nueva sociedad industrial naciente en México.

## Historia
Las referencias a este lugar son mínimas, pues su historia se liga al nacimiento de una fábrica papelera, que lleva el mismo nombre del pueblo. 
“En su origen se dice que la fábrica de papel podía establecerse en el "Molino del Socorro".  Ya construida con un capital de 300 mil pesos por los españoles Don Andrés Ahedo (de 47 años quién se encargaría de la administración de la fábrica y el molino) y Don José Sánchez Ramos (de 36 años quién atendería los asuntos independientes a la sociedad) la finalidad de esta compañía era formar una industria que aprovechara los recursos naturales, forestales e hidráulicos. Nace así la Fábrica de papel que en cierta forma dio cohesión a la comunidad”.
La Papelera San Rafael, este lugar llegaron unos buscando una fuente de trabajo y otros sólo para conocer la majestuosidad de sus establecimientos que resultaban ser nuevos y desconocidos para los pobladores. La belleza misma de su geografía resultó no sólo alentadora a los ojos de los inversionistas sino favorecedora a la industria. Aprovechando de esta manera sus grandes bosques arbolados, sus fuentes naturales de agua, los espacios amplios y disponibles y una comunidad dispersa que necesitaba un elemento que le diera cierta unidad.
En el libro de "Homenaje de la Compañía de la Fábricas de papel de San Rafael y Anexas S.A. al Congreso Mundial de la prensa" se menciona que para 1894 la sociedad Ahedo y Cía.,  formó la Cía. de las Fábricas de Papel de San Rafael y Anexas, S.A. Oficialmente queda Constituida la Compañía de las Fábricas de San Rafael y Anexas S.A, el 1 de marzo de 1894, con un capital de un millón de pesos divididos en mil acciones de mil pesos. 
Esta empresa La San Rafael con su fuerte inversión de capital absorbió así Progreso industrial, Belén y Santa Teresa así como propiedades comunales, montes, bosques y agua.
Al finalizar el siglo XIX e iniciar el XX, la empresa llegó a contar con 16 y 30 inversionistas, algunos de los cuales detentaban apellidos de origen extranjero. Es importante mencionar que aunque los inversionistas eran extranjeros, el capital con el que habían invertido se había hecho en México. Y que gracias a sus relaciones con otros empresarios y políticos se insertaron en las redes industriales y formaron una nueva clase de hombres de negocio en el porfiriato. La papelera San Rafael y anexas S.A., vivió distintos momento de la historia, pues estuvo presente en el momento de la Revolución mexicana. “Si bien las propiedades más afectadas fueron aquellas situadas en la zona de más influencia revolucionaria, de 1914 a 1916 que permaneció la fábrica San Rafael cerrada el costo vario de año a año, siendo 1915 el más agresivo a las propiedades” y sirvió para financiar el movimiento zapatista, logrando recuperarse y seguir con su producción, la cual hasta nuestros días sigue en pie.
A cerca de esta población San Rafael ubicada al oriente en el Estado de México a 50 km del D.F. además de todo lo escrito, quiero agregar que por décadas y hasta el año de 1994, fue el centro económico de la región, alcanzado su influencia en ciertos porcentajes hasta municipios más grandes como Chalco y Amecameca y por otro tipo de cuestiones como que en esta población y hasta el año de 1980 existiera la única secundaria pública federal de calidad. así mismo cabe mencionar que este auge con el que se vio impulsado la región a lo largo de todo un siglo de existencia de la Fábrica de Papel de San Rafael terminó de manera parcial en el mencionado año de 1994, y decimos parcial porque aunque la fábrica sigue funcionando, fue en ese año que terminó un decreto presidencial emitido cien años atrás por el entonces presidente de México Porfirio Díaz donde se concedía a esta fábrica la explotación de la madera de los bosques de las faldas del Iztacciuhatl, situación que ya no resultó ser del todo rentable para los dueños en ese momento de la fábrica y es entonces que esta se declara en quiebra, liquidan de acuerdo con la ley a todos los trabajadores y así le dan fin a uno de los más bondadosos contratos colectivos de trabajo que por esos años existían en México, en donde por mencionar, el salario más bajo que era el de un obrero estaba situado la mayor de las veces hasta en el doble o más, de lo que ganaba un obrero en cualquier otra fábrica de la región. Unos meses después dicha fábrica abrió sus puertas nuevamente pero ya sin el atractivo contrato colectivo de trabajo con reglas más estrictas y salario mínimo para los obreros funcionando normalmente hasta el día de hoy. Afortunadamente los bosques (ahora en manos de los ejidatarios) no se terminaron debido muy probablemente a que su explotación siempre estuvo vigilada y reglamentada. En este sentido cabe abundar que cuando la explotación de los recursos naturales se realiza de la forma en la que los dueños de esta empresa lo hicieron, la naturaleza misma nos compensa de forma equitativa, beneficiando a todos los involucrados.
El 24 de octubre se celebra la fiesta patronal de San Rafael Arcángel. Un día antes el 23 de octubre se realiza un recorrido que inicia a las 3:00 p. m. y termina 2:00 a. m.,  recorre todo el pueblo de San Rafael realizando paradas en cada uno de los barrios. A las 5:00 a. m. del día 24 de octubre en la capilla principal se cantan las mañanitas en compañía de Mariachi y bandas musicales, a las 13:00 p. m. se celebra la misa mayor. Después de las 3:00 p. m. se realizan eventos culturales y a las 9:00 p. m. se realiza el baile popular donde se presentan diferentes grupos musicales.